# 鳥屋町
鳥屋町（とりやまち）は、石川県能登地方にあった町である。
2005年（平成17年）3月1日、隣接する鹿島町・鹿西町との合併で中能登町になった。

## 地理
能登半島の中ほどに位置した。
- 河川：二宮川・長曽川

## 歴史
- 1889年（明治22年）4月1日 - 町村制の施行により、鹿島郡鳥屋村を設置する。
- 1939年（昭和14年）11月3日 - 鹿島郡鳥屋村を廃し、その区域をもって鹿島郡鳥屋町を設置する。
- 1954年（昭和29年）3月31日 - 鹿島郡相馬村字瀬戸及び字花見月の区域を鹿島郡鳥屋町に編入する。
- 2005年（平成17年）3月1日 - 鹿島郡鳥屋町、鹿島町及び鹿西町を廃し、その区域をもって鹿島郡中能登町を設置する。

## 行政

### 町長
| 代 | 人                 | 氏名       | 就任                       | 退任                      | 備考 |
| -- | ------------------ | ---------- | -------------------------- | ------------------------- | ---- |
| 1  | 1                  | 守山佐一   | 1889年（明治22年）4月      | 1890年（明治23年）        |      |
| 2  | 2                  | 守山栄次郎 | 1890年（明治23年）         | 1891年（明治24年）        |      |
| 3  | 3                  | 小林幸助   | 1891年（明治24年）         | 不詳                      |      |
| 4  | 4                  | 干場理作   | 1892年（明治25年）         | 不詳                      |      |
| 5  | 5                  | 笹川嘉四郎 | 1893年（明治26年）         | 不詳                      |      |
| 6  | 6                  | 高木久次郎 | 1893年（明治26年）         | 不詳                      |      |
| 7  |                    | 小林幸助   | 1894年（明治27年）         | 不詳                      |      |
| 8  |                    | 笹川嘉四郎 | 1897年（明治30年）         | 1901年（明治34年）        |      |
| 9  | 1901年（明治34年） | 笹川嘉四郎 | 1903年（明治36年）         |                           |      |
| 10 | 7                  | 大島幸太郎 | 1903年（明治36年）4月29日  | 1904年（明治37年）        |      |
| 11 | 8                  | 水野石太郎 | 1904年（明治37年）8月17日  | 1908年（明治41年）        |      |
| 12 |                    | 干場理作   | 1908年（明治41年）10月19日 | 1914年（大正3年）         |      |
| 13 | 9                  | 笹川清     | 1914年（大正3年）11月4日   | 1915年（大正4年）3月4日   |      |
| 14 | 10                 | 大島兵一   | 1915年（大正4年）7月14日   | 1915年（大正4年）11月27日 |      |
| 15 | 11                 | 三野多一   | 1915年（大正4年）12月16日  | 1919年（大正8年）12月15日 |      |
| 16 | 11                 | 三野多一   | 1919年（大正8年）12月      | 1920年（大正9年）5月15日  |      |
| 17 | 12                 | 門野又六   | 1920年（大正9年）5月31日   | 1924年（大正13年）5月30日 |      |
| 18 | 13                 | 高木義平   | 1924年（大正13年）10月22日 | 1927年（昭和2年）         |      |
| 19 |                    | 門野又六   | 1927年（昭和2年）          | 不詳                      |      |
| 20 |                    | 三野多一   | 1931年（昭和6年）5月       | 不詳                      |      |
| 21 | 14                 | 永野助八郎 | 1931年（昭和6年）          | 不詳                      |      |
| 22 | 15                 | 大岡藤吉   | 1932年（昭和7年）          | 不詳                      |      |
| 23 | 16                 | 宿谷平助   | 1935年（昭和10年）         | 不詳                      |      |
| 24 | 17                 | 長屋与三八 | 1936年（昭和11年）         | 不詳                      |      |
| 25 |                    | 笹川清     | 1937年（昭和12年）         | 不詳                      |      |
| 26 | 18                 | 大島兵信   | 1939年（昭和14年）7月      | 1939年（昭和14年）11月2日 |      |

| 代 | 人 | 氏名       | 就任                       | 退任                      | 備考 |
| -- | -- | ---------- | -------------------------- | ------------------------- | ---- |
| 1  | 1  | 大島兵信   | 1939年（昭和14年）11月3日  | 不詳                      |      |
| 2  | 2  | 三野多一   | 1940年（昭和15年）3月22日  | 1942年（昭和17年）10月6日 |      |
| 3  | 3  | 山崎一雄   | 1942年（昭和17年）10月31日 | 1943年（昭和18年）4月5日  |      |
| 4  |    | 大島兵信   | 1943年（昭和18年）4月14日  | 1946年（昭和21年）4月6日  |      |
| 5  | 4  | 門野諶五   | 1946年（昭和21年）4月25日  | 1947年（昭和22年）4月4日  |      |
| 6  | 5  | 笹川菊次   | 1947年（昭和22年）4月5日   | 1951年（昭和26年）3月27日 |      |
| 7  | 6  | 大岡藤一   | 1951年（昭和26年）4月23日  | 1955年（昭和30年）4月22日 |      |
| 8  | 7  | 山口与三吉 | 1955年（昭和30年）4月30日  | 1959年（昭和34年）4月29日 |      |
| 9  | 7  | 山口与三吉 | 1959年（昭和34年）4月30日  | 1963年（昭和38年）4月29日 |      |
| 10 | 8  | 大島孝     | 1963年（昭和38年）4月30日  | 1967年（昭和42年）4月29日 |      |
| 11 | 8  | 大島孝     | 1967年（昭和42年）4月30日  | 1971年（昭和46年）4月29日 |      |
| 12 | 9  | 伊賀武次   | 1971年（昭和46年）4月30日  | 1975年（昭和50年）4月29日 |      |
| 13 | 9  | 伊賀武次   | 1975年（昭和50年）4月30日  | 1979年（昭和54年）4月29日 |      |
| 14 | 10 | 坂井義雄   | 1979年（昭和54年）4月30日  | 1983年（昭和58年）4月29日 |      |
| 15 | 11 | 卜部一雄   | 1983年（昭和58年）4月30日  | 1987年（昭和62年）4月29日 |      |
| 16 | 11 | 卜部一雄   | 1987年（昭和62年）4月30日  | 1991年（平成3年）4月29日  |      |
| 17 | 12 | 長屋一二   | 1991年（平成3年）4月30日   | 1995年（平成7年）4月29日  |      |
| 18 | 12 | 長屋一二   | 1995年（平成7年）4月30日   | 1999年（平成11年）4月29日 |      |
| 19 | 12 | 長屋一二   | 1999年（平成11年）4月30日  | 2003年（平成15年）4月29日 |      |
| 20 | 12 | 長屋一二   | 2003年（平成15年）4月30日  | 2005年（平成17年）2月28日 |      |

- 町長 - 長屋 一二（ながや・いちじ）

## 教育
町内に小学校1校、中学校1校がある。高等学校はない。
- 町立鳥屋中学校
- 町立鳥屋小学校

## 交通

### 鉄道
- 西日本旅客鉄道 （JR西日本）
  - 七尾線 ： 良川駅

### 道路
- 一般国道
  - 国道159号
- 主要地方道
  - 石川県道2号七尾羽咋線
  - 富山県道・石川県道18号氷見田鶴浜線
  - 石川県道46号志賀田鶴浜線
- 県道
  - 石川県道112号良川停車場線
  - 石川県道252号瀬戸春木線
  - 石川県道298号七尾鳥屋線
  - 石川県道325号良川磯辺線

## 観光
- 川田古墳群